# Canal de Colmar
Le canal de Colmar ou embranchement de Colmar, est un  canal navigable, ancien embranchement du canal du Rhône au Rhin

## Histoire
Cette voie d'eau traverse les communes de Muntzenheim et  Wickerschwihr avant de rejoindre Colmar
Au XIXe, l'Industrie textile provoqua un commerce de plus en plus grand, favorisé par la construction de la voie ferrée de Strasbourg à Bâle en 1841 et par celle de canaux. Mais le Canal du Rhône au Rhin, terminé en 1834, passait à une grande distance de la ville de Colmar. La municipalité, de même que les industriels et toutes les personnes intéressées au développement du commerce firent de nombreuses démarches, souvent difficiles, pour faire créer le Canal de Colmar, long de 13 km qui réunit la ville au Canal du Rhône au Rhin.
En même temps fut construit le Port du canal, de 240 m de long et de 20 m de large, les deux furent inaugurés le 13 novembre 1864.
Le compte-rendu du « Glaneur du Haut-Rhin » décrit en ces termes, le début des cérémonies : « Une température exceptionnellement clémente, un ciel exceptionnellement pur ont favorisé la fête, et lorsque le cortège est arrivé sur les lieux, une foule immense l'y attendait et l'a accueilli avec acclamations. Des mâts vénitiens nombreux encadraient le pourtour du bassin sur tout le développement et présentaient à l’œil une perspective vraiment brillante.Le cortège ayant pris place, le signal fut donné et aussitôt l'on vit apparaître à l'entrée du bassin 6 bateaux arrivés la veille. Leur entrée se fit au son de la musique, au bruit de la mousqueterie et aux acclamations de 7 à 8.000 personnes accourues au rendez-vous pour fêter leur arrivée. Ces bateaux brillamment pavoisés, étaient précédés par la nacelle de l'Administration, sur le pont de laquelle se trouvait, entouré de tout le personnel attaché aux travaux, l' ingénieur qui a dirigé l'exécution de l'embranchement. » E DECKER »
L'embranchement initialement destiné aux activités de fret sera reconverti vers la navigation de plaisance à partir de 1994 à la création d'une structure portuaire sur Colmar.

### Graphique de trafics (1928-1933)
Trafic total entre 1928 et 1932 sur le Canal de Colmar
Pour des raisons techniques, il est temporairement impossible d'afficher le graphique qui aurait dû être présenté ici.

 Sources du graphique

## Structure
Le canal d'embranchement sur Colmar a une longueur totale de 13.600 mètres ; il se détache du canal du Rhône au Rhin en aval de l'écluse no 63, se dirige vers le confluent de la Lauch et de l'Ill, traverse cette rivière et remonte ensuite la Lauch canalisée jusqu'au Port de Colmar, placé le long de la route départementale de Colmar à Neuf-Brisach.
La construction de cet embranchement fut autorisée par décret en date du  6 avril 1861, et dès le 15 mai 1862 les travaux purent être commencés.
3 écluses dont 2 automatisées, 1 barrage, 1 pont canal sur la Blind

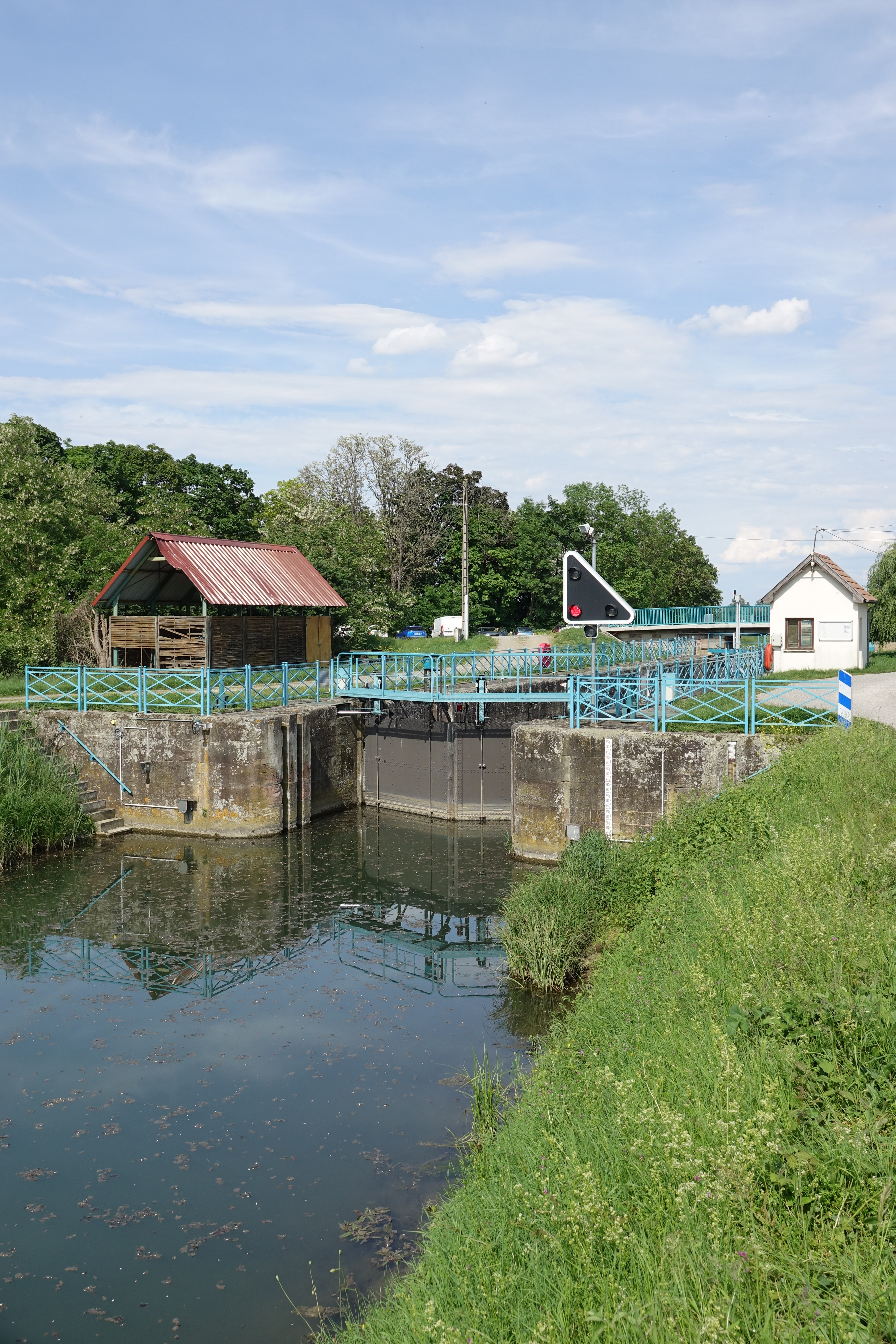
L'écluse de l'Ill à Colmar.